# Einsiedeln
Einsiedeln (toponimo tedesco) è un comune svizzero di 15 004 abitanti del Canton Svitto, nel distretto di Einsiedeln del quale è l'unico comune. Ha lo status di città. Lo stemma deriva dalla storia di san Meinrando.

## Geografia fisica
Il lago di Sihl (Sihlsee) è interamente compreso nel territorio comunale.

## Storia

### Origini
Non vi erano insediamenti permanenti nella zona prima dell'Alto Medioevo ma sono stati rinvenuti numerosi manufatti lasciati da cacciatori preistorici, datati dal Mesolitico all'Età del bronzo. Nel IX secolo, un monaco benedettino della famiglia dei Conti di Hohenzollern, San Meinrado, visse, secondo la leggenda, in un eremo sulle pendici del Monte Etzel dall'835 fino alla sua morte nell'861. Negli ottant'anni successivi, l'eremo di San Meinrado non fu mai privo di uno o più eremiti: fu uno di loro, Eberardo, già prevosto di Strasburgo, ad erigere un monastero, di cui divenne primo abate, ed una chiesa sul sito del rifugio originario. Si dice che i lavori per il monastero siano iniziati nel 934. In seguito a una visione miracolosa di Eberardo, la nuova chiesa fu dedicata alla Vergine Maria.
Al momento della fondazione dell'Abbazia, la popolazione locale di  cacciatori locali e piccoli agricoltori della foresta, i "Waldleute" (lett. "gente della foresta"), si sottomisero all'autorità dell'Abate, di nobile stirpe, che, per parte sua, li incoraggiò a stabilirsi nei villaggi circostanti e a dedicarsi all'agricoltura. Un insediamento di Einsiedeln fu così menzionato per la prima volta nel 1073.
Le valli alpine venivano utilizzate per l'allevamento del bestiame che divenne sempre più importante per la neonata comunità. Nel 1250 l'attività principale del villaggio era l'allevamento e la selezione del bestiame. L'espansione dei pascoli nelle vicine valli alpine portò a un conflitto durato due secoli con il limitrofo Canton Svitto.

### Rapporti con la Confederazione Elvetica
Già nel 1100, i villaggi di Einsiedeln e Svitto erano in conflitto per i territori vicino ai due monti Mythen. Nel secolo successivo, i conflitti per il territorio portarono a numerose battaglie legali e battaglie vere e proprie. Nel 1173, quando gli Asburgo ottennero diritti sul villaggio di Svitto e nel 1283, quando elevarono l'abbazia a principato indipendente sotto il loro patrocinio, il conflitto locale assunse portata regionale. Gli Asburgo riuscirono a sedare la contesa per alcuni anni, fino al 1291, quando Svitto, Uri e Untervaldo si ribellarono agli Asburgo. Nel 1314 il conflitto si riaccese con un attacco di Svitto a Einsiedeln che innescò una serie d'incursioni di confine poi sfociata, insieme ad altri eventi, all'invasione asburgica della regione nel 1315 ed alla loro schiacciante sconfitta nella battaglia di Morgarten. Solo nel 1350 il conflitto fu risolto e i confini tra Einsiedeln e Svitto furono fissati.
Nel 1394 l'Abbazia di Einsiedeln passò sotto la protezione di Svitto a cui cedette i suoi diritti feudali di Alta Giustizia, conservando solo quelli di Bassa Giustizia. Einsiedeln fu luogo di nascita di Paracelso (1493–1541), medico e alchimista rinascimentale a cui si attribuisce la prima denominazione dello zinco.
Nel 1399 viene menzionato per la prima volta il Drei Teile (lett. "Tre Parti"), un consiglio che includeva l'Abbazia, i Waldleute dei villaggi circostanti e Svitto. Inizialmente, il Drei Teile si occupava solo di questioni che riguardavano i Waldleute liberi ma nel 1564 riuscì a emanare un'ordinanza vincolante per tutti e tre i gruppi. Nel 1657 il Drei Teile cambiò il suo nome in "Sessione". I rapporti tra le tre parti non furono sempre sereni. Nel 1764, un tentativo dell'Abate, Nikolaus II Imfeld (c. 1734–1773), di imporre agli artigiani di esercitare la loro attività solo a Einsiedeln e di impedire a manodopera qualificata di insediarsi tra i Waldleute portò a un aperto conflitto. Svitto sostenne l'Abbazia contro i Waldleute e nel 1766 represse la rivolta. Tuttavia, l'Abbazia perse gran parte della sua indipendenza e da allora in poi fu trattata più come un suddito di Svitto che come un alleato.

### XIX secolo
Durante l'invasione francese della Svizzera nel 1798, l'Abbazia fu soppressa per circa tre anni e il territorio fu aggregato alla città di Svitto. Dopo il crollo della Repubblica Elvetica post-invasione, nel 1803, in base all'Atto di Mediazione, Einsiedeln divenne un Bezirk (o Distretto) del Canton Svitto. Durante la Restaurazione, a partire dal 1815, il potere dell'Abbazia iniziò a crescere nel Cantone. Il desiderio di riforme spinse i distretti di March, Küssnacht e Pfäffikon a dichiararsi Kanton Schwyz äusseres Land (it. "Cantone di Svitto, Terre Esterne") con una costituzione liberale nel 1832. L'Abbazia si schierò dalla parte della fazione conservatrice del Cantone, il che causò tesi rapporti tra loro e i villaggi circostanti fino alla creazione dello Stato Federale nel 1848.

## Monumenti e luoghi d'interesse

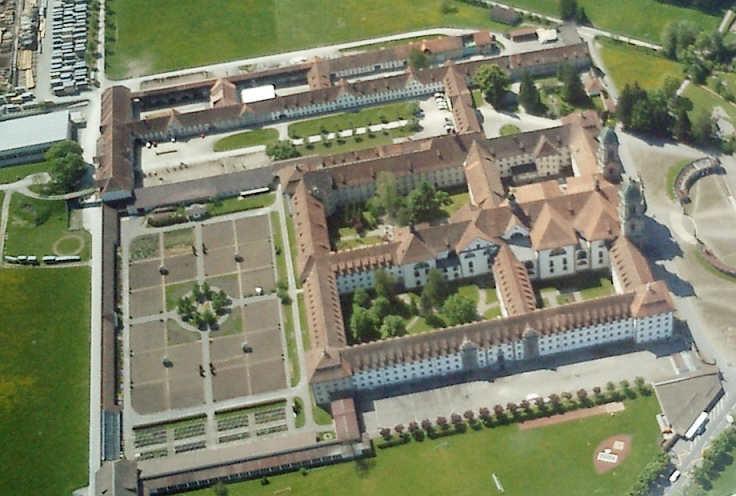
L'abbazia territoriale di Einsiedeln

A Einsiedeln hanno sede l'abbazia territoriale di Einsiedeln, con la sua chiesa abbaziale e vari altri edifici.

## Infrastrutture e trasporti
Einsiedeln è servito dall'omonima stazione, capolinea della ferrovia per Wädenswil.